# Parábola do Semeador

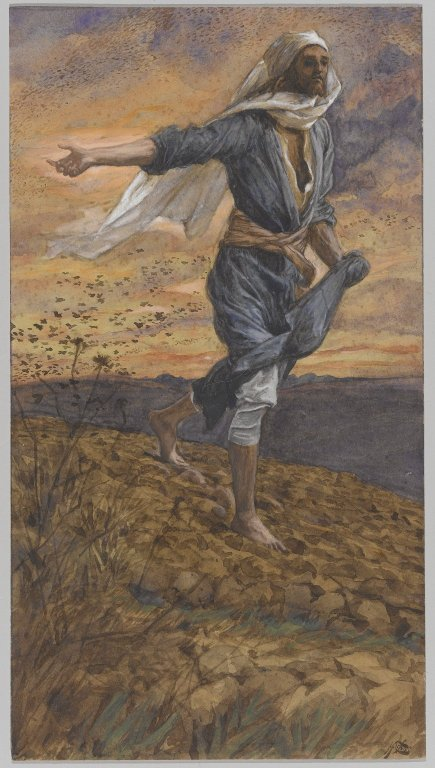
Imagem representando a parábola.
Entre 1886 e 1894. Por James Tissot, atualmente no Brooklyn Museum, em Nova Iorque.

A Parábola do Semeador é uma das parábolas de Jesus encontradas nos três evangelhos sinópticos (Mateus 13:1–9, Marcos 4:3–9 e Lucas 8:4–8) e no apócrifo Evangelho de Tomé . Nesta história, um semeador deixou cair uma semente no caminho, em terreno rochoso e entre os espinhos, e ela se perdeu, mas quando a semente caiu em boa terra, cresceu, multiplicando por trinta, sessenta e cem a colheita.

## Narrativa Bíblica
No Evangelho de Mateus, a narrativa é:
| “ | «Naquele dia saindo Jesus de casa, sentou-se junto ao mar; chegaram-se a ele grandes multidões, de modo que entrou numa barca e se assentou; e todo o povo ficou em pé na praia. Muitas coisas lhes falou em parábolas, dizendo: O semeador saiu a semear. Quando semeava, uma parte da semente caiu à beira do caminho, e vieram as aves e comeram-na. Outra parte caiu nos lugares pedregosos, onde não havia muita terra; logo nasceu, porque a terra não era profunda e tendo saído o sol, queimou-se; e porque não tinha raiz, secou-se. Outra caiu entre os espinhos, e os espinhos cresceram e a sufocaram. Outra caiu na boa terra e dava fruto, havendo grãos que rendiam cem, outros sessenta, outros trinta por um. Quem tem ouvidos, ouça.» (Mateus 13:1–9) | ” |

No Evangelho de Marcos:
| “ | «Ouvi. O semeador saiu a semear; quando semeava, uma parte da semente caiu à beira do caminho, e vieram as aves e comeram-na. Outra parte caiu nos lugares pedregosos, onde não havia muita terra; logo nasceu, porque a terra não era profunda, e tendo saído o sol, queimou-se; e porque não tinha raiz, secou-se. Outra caiu entre os espinhos; e os espinhos cresceram, e sufocaram-na, e não deu fruto algum. Mas outras caíram na boa terra e, brotando e crescendo, davam fruto, um grão produzia trinta, outro sessenta e outro cem. Disse: Quem tem ouvidos para ouvir, ouça.» (Marcos 4:3–9) | ” |

No Evangelho de Lucas:
| “ | «Afluindo uma grande multidão e vindo ter com ele gente de todas as cidades, disse Jesus em parábola: Saiu o semeador para semear a sua semente. Quando semeava, uma parte da semente caiu à beira do caminho; foi pisada, e as aves do céu a comeram. Outra caiu sobre a pedra; e tendo crescido, secou, porque não havia umidade. Outra caiu no meio dos espinhos; com ela cresceram os espinhos, e sufocaram-na. Outra caiu na boa terra e, tendo crescido, deu fruto a cento por um. Dizendo isto, clamou: Quem tem ouvidos para ouvir, ouça.» (Lucas 8:4–8) | ” |

## Comparação entre Evangelho de Tomé e os Evangelhos Sinópticos
O trecho em Tomé é:
| “ | 9. Disse Jesus: Saiu o semeador. Encheu a mão e lançou a semente. Alguns grãos caíram no caminho; vieram as aves e os cataram. Outros caíram sobre os rochedos; não deitaram raízes para dentro da terra nem mandaram brotos para o céu. Outros ainda caíram entre espinhos, que sufocaram a semente e o verme a comeu. Outra parte caiu em terra boa, e produziu fruto bom rumo ao céu; produziu sessenta por uma, e cento e vinte por uma. | ” |
|   | — Evangelho de Tomé 9. |   |

O Evangelho de Tomé, como de costume, não fornece qualquer contexto narrativo, nem qualquer explicação, mas nos sinópticos essa parábola aparece como parte de um conjunto proferido por Jesus enquanto ele estava em um barco à beira de um lago. A parábola fala de sementes que foram irregularmente dispersas, algumas caindo na estrada e conseqüentemente, foram consumidas por aves, algumas caindo sobre a rocha e foram incapazes de se enraizarem, e alguns caindo nos espinhos, que sufocaram a semente e os vermes comeram. Foram, de acordo com a parábola, apenas as sementes que caíram em boa terra que foram capazes de germinar, produzindo uma safra de trinta, sessenta ou até cem vezes mais, do que havia sido semeada.
Embora o Evangelho de Tomé não explique a parábola de forma alguma, os sinópticos dizem que os discípulos não entenderam e questionaram por que Jesus estava ensinando através de parábolas, e também que Jesus esperou até muito mais tarde, após a multidão ter saído, antes de explicar o motivo das parábolas, dizendo aos seus discípulos:
| “ | «A vós vos é dado o mistério do reino de Deus; mas aos de fora tudo se lhes propõe em parábolas, para que vendo, vejam, e não percebam; e ouvindo, ouçam, e não entendam, para que não suceda que se convertam e sejam perdoados.» (Marcos 4:11–12) | ” |

## Interpretação

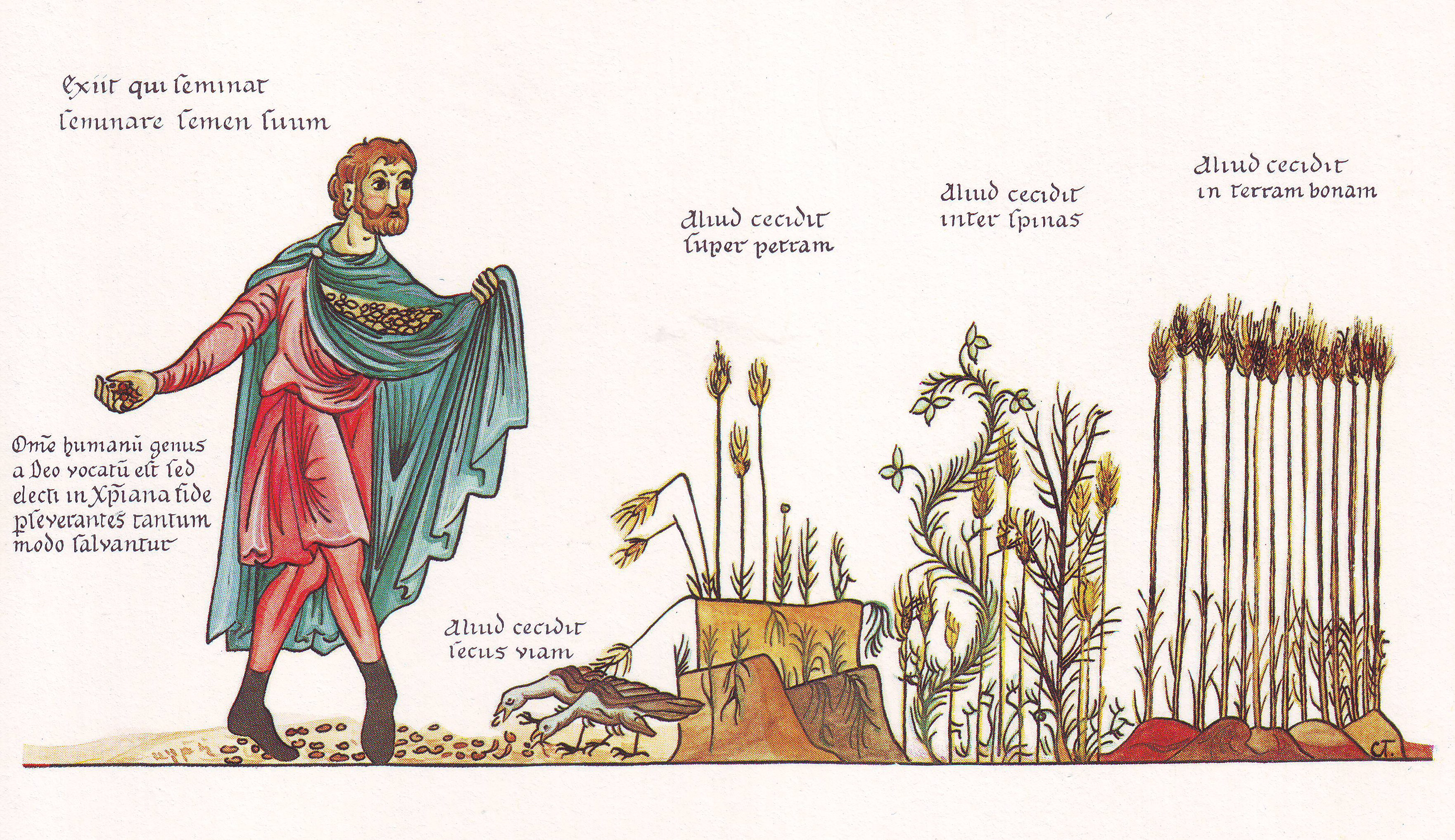
A Parábola do Semeador, conforme ilustrado no Hortus Deliciarum por Herrad de Landsberg na Abadia de Hohenburg na Alsácia.

Segundo os evangelhos, o próprio Jesus explica a parábola:
| “ | «O semeador semeia a palavra. Os que se acham pelo caminho, onde a palavra é semeada, são aqueles, de quem, depois de a terem ouvido, vindo logo Satanás, tira a palavra que neles tem sido semeada. Igualmente os semeados nos lugares pedregosos são aqueles que, ouvindo a palavra, imediatamente a recebem com alegria; eles não têm em si raiz, mas duram pouco tempo; depois, sobrevindo tribulação ou perseguição por causa da palavra, logo se escandalizam. Os outros, os semeados entre os espinhos, são os que ouvem a palavra, e os cuidados do mundo, a sedução das riquezas e a cobiça de outras coisas, entrando, abafam a palavra, e ela fica infrutífera. Os semeados na boa terra são os que ouvem a palavra e a recebem, e produzem fruto, a trinta, a sessenta e a cem por um.» (Marcos 4:14–20) | ” |

A maior parte dos acadêmicos acredita que a parábola tinha um tom otimista originalmente, no sentido de que a "semente" eventualmente sucederá, enraizando-se e produzindo uma grande colheita. É a primeira parábola a ocorrer em Marcos, que, de acordo com a hipótese da fonte Q, teria sido o primeiro livro a ser escrito. Marcos a utiliza para sublinhar a reação aos ensinamentos anteriores de Jesus pelo povo e também a reação que a mensagem cristã tinha tido no mundo nas três décadas que separam o final do ministério de Jesus e a composição do evangelho.
Jesus afirma estar ensinando em parábolas por que ele não quer que todos o compreendam, apenas os que o seguem. Por isso, um ouvinte já deve estar comprometido a seguir Jesus para compreender completamente a mensagem e sem esse compromisso, não a compreenderá. E se alguém não compreende completamente a parábola, é um sinal de que não é um discípulo de fato. Jesus cita Isaías 6:9–10, que também pregou em Israel, sabendo que esta passagem passaria despercebida (ou não compreendida) de modo que os pecados dos israelitas não seriam perdoados e eles seriam punidos por Deus por eles. Existe um debate sobre se este seria o significado original desejado por Jesus ou se foi Marcos quem deu ao trecho essa conotação. A explicação completa do significado da parábola reafirma que haverá dificuldades para a mensagem de Jesus se fixar, talvez uma tentativa por parte de Marcos de reforçar a fé de seus leitores, talvez frente a alguma perseguição. Esta parábola é possivelmente essencial para a compreensão de todas as demais parábolas de Jesus, pois ela deixa claro, o que é necessário para entender Jesus é a fé anterior em sua mensagem e, que Ele não irá tentar iluminar os que se recusam a acreditar e irá apenas confundi-los.
A parábola também já foi interpretada como revelando que há (pelo menos) três "níveis" de progresso e salvação divinos. Ireneu escreveu:
| “ | ...há diferença entre a habitação dos que produzem cem vezes e dos que produzem sessenta vezes e os que produzem trinta vezes; pois os primeiros serão levados aos céus, os segundos irão morar no paraíso e os últimos irão habitar a cidade; e foi neste sentido que o Senhor afirmou que "Na casa de meu Pai há muitas moradas". | ” |
|   | — Ireneu de Lyon, Adversus Haereses V 36.1. |   |

UM OUTRO ENTENDIMENTO DA PARÁBOLA DO SEMEADOR.
Texto: MATEUS 13.3-9, 18-23.